# Lychnodiscus reticulatus
Lychnodiscus reticulatus är en kinesträdsväxtart som beskrevs av Ludwig Radlkofer. Lychnodiscus reticulatus ingår i släktet Lychnodiscus och familjen kinesträdsväxter. Inga underarter finns listade i Catalogue of Life.